# Julio Llamazares
Julio Llamazares (Vegamian, Spanyolország, 1955. március 28. –) kortárs spanyol költő, esszé- és forgatókönyvíró.

## Élete

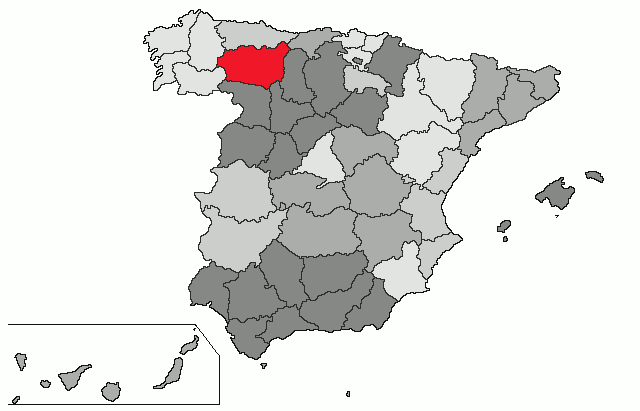
León tartomány, Llamazares származási helye

Madridban él, de művei gyakran játszódnak León tartományban, ahol született. 12 évesen hagyta ott szülőfaluját, hogy a fővárosban benntlakásos iskolában tanuljon. Tagja volt a Barro költészeti klubnak, majd megalapította saját klubját Cuadernos Leoneses de Poesía (Leóni Versesfüzetek) néven. Később jogi tanulmányokat folytatott.
2006-ban Magyarországon járt, amikor is a XIII. Budapesti Nemzetközi Könyvfesztivál díszvendége Spanyolország volt.

## Főbb művei

### Regények
- Luna de lobos (Farkasok ideje, 1985)
- La lluvia amarilla (Sárga eső, 1988)
- Escenas del cine mudo (Jelenetek némafilmekből, 1994)
- En mitad de ninguna parte (Seholsem közepén, 1995), novelláskötet
- Tres historias verdaderas (Három igaz történet, 1998), novellás kötet
- El cielo de Madrid (Madridi ég, 2005)

### Versek
- La lentitud de los bueyes (Az ökrök lassúsága, 1979)
- Memoria de la nieve (A hó emlékezete, 1982)

### Esszék
- El entierro de Genarín: Evangelio apócrifo del último heterodoxo espanol (Genarín temetése: Az utolsó spanyol heterodox apokrif Evangéliuma, 1981)
- En Babia (Babiában, 1991), újságcikkek gyűjteménye
- Nadie escucha (Senki sem hallgat, 1995), újságcikkek gyűjteménye
- En mitad de ninguna parte (Seholsem közepén, 1995)
- Los viajeros de Madrid (Madridi utasok, 1998), újságcikkek gyűjteménye

### Egyéb művei
- Retrato de un banista (Egy fürdőző portréja, 1984), filmforgatókönyv
- Luna de lobos (Farkasok Ideje, 1987), film-forgatókönyv
- El río del olvido (A feledés folyója, 1990), útikönyv
- El techo del mundo (A világ teteje, 1995), filmforgatókönyv
- Tras-os-montes (Hegyek mögött, 1998), útikönyv
- Flores de otro mundo (Más világ virágai, 1999), filmforgatókönyv
- Modernos y elegantes (Modernek és elegánsak, 2006)

Műveiben megfigyelhető egy bizonyos nagyfokú érzékenység a természet iránt és egy olyan életmód iránt, ami lassan eltűnik. Azon kevés írók közé tartozik, akik a vidéki Spanyolországgal, az elrejtett tájakkal és az Isten háta mögötti hegyi falvakkal azonosulnak, s harcolnak azért, hogy ezek a modernizáció őrületében ne vesszenek feledésbe.

## Magyarul megjelent
Luna de lobos (1985) – Farkasok ideje (fordította Pávai Patak Márta, megjelent az Ulpius-ház gondozásában 2004-ben). A spanyol polgárháború után egy maroknyi republikánus harcos beveti magát az erdőbe. A regényből 1987-ben film készült. La lluvia amarilla (1988) – Sárga eső (fordította Pávai Patak Márta, kiadta az Európa Könyvkiadó 2000-ben). Az elhagyatottságról szól, amiről Andrés, egy elhagyatott aragóniai falu utolsó lakosa mesél. Andrés felidézi az időt, amikor a falu még élettel pezsgett, s panaszkodik a magányról, feledésről, halálról. A haldokló falu által Llamazares egyszerű szavakkal fest képet a modern spanyol társadalomról. Spanyolországban a 20. században falvak százai tűntek el, mert a lakosok a nagyvárosokban költöztek. A művet a megjelenését követő három évben összesen 15-ször adták ki újra.
- Sárga eső; ford. Pávai Patak Márta; Európa, Bp., 2000
- Farkasok ideje; ford. Pávai Patak Márta; Ulpius-ház, Bp., 2004

## Díjak, elismerések
- 1978: Antonio González de Lama-díj

- 1982: Jorge Guillén-díj

- 1983: Ícaro-díj

- 1986: Az Országos Irodalmi Díj döntőse

- 1988: Libro de Oro de la CEGAL; a CEGAL Aranykönyve

- 1989: Az Országos Irodalmi Díj döntőse

- 1992: Az „El Correo Espanol – El pueblo vasco” újságírói díja

- 1993: Nonino-díj

- 1994: Cardo D´Oro-díj

- 1999: A Cannes-i Nemzetközi Filmfesztiválon a Kritika Nemzetközi Hete díja[2]